# Robert Downie
Robert Downie es un deportista británico que compitió en remo. Ganó dos medallas de oro en el Campeonato Mundial de Remo, en los años 1978 y 1980.

## Palmarés internacional
| Campeonato Mundial | Campeonato Mundial     | Campeonato Mundial | Campeonato Mundial      |
| Año                | Lugar                  | Medalla            | Prueba                  |
| ------------------ | ---------------------- | ------------------ | ----------------------- |
| 1978               | Copenhague (Dinamarca) | Medalla de oro     | Ocho con timonel ligero |
| 1980               | Malinas (Bélgica)      | Medalla de oro     | Ocho con timonel ligero |